# Bilo-bilo
Le bilo-bilo est un dessert d'origine philippine constitué de petites perles gluantes (de la farine de riz collant et de l'eau) dans du lait de coco sucré. On y ajoute ensuite de la jacque, de la banane plantain, divers tubercules et des perles de tapioca. Ce dessert est originaire de Tuguegaro, sur l'île de Luçon.
Il en existe de nombreuses variantes, selon la région où il est préparé : certaines incluent de la chair de noix de coco, des feuilles de pandan. Bien que traditionnellement consommé chaud, il arrive qu'il soit mangé froid.